# Remembrance of the Daleks
Remembrance of the Daleks (La remembranza de los Daleks) es el primer serial de la 25ª temporada de la serie británica de ciencia ficción Doctor Who, emitido originalmente en cuatro episodios semanales del 5 al 26 de octubre de 1988.
Contiene numerosas autoreferencias a la historia de la serie. Está ambientado en 1963, más o menos en la misma fecha en la que está ambientado el primer episodio de la serie, An Unearthly Child. También hace al Doctor volver a la Coal Hill School y al solar del número 76 de Totter's Lane, el primer lugar que apareció en ese episodio. El serial además continua la trama de la guerra civil entre facciones de los Daleks, culminando en un enfrentamiento entre el Doctor y el Emperador Dalek Davros. Esta fue la última aparición de Davros y los Daleks en la serie clásica de Doctor Who. Tras una breve aparición fuera de pantalla en Doctor Who: La película, los Daleks regresarían en el episodio de 2005 Dalek.

## Argumento
El Séptimo Doctor y Ace llegan a Shoreditch en 1963 y se congracian con el profesor Jensen y el sargento Mike Smith, que están buscando "la fuente primaria" de unas fluctuaciones magnéticas en el exterior de la Coal Hill School. Llegan hasta "la fuente secundaria", en el solar de Totter's Lane, donde el capitán Gilmore y sus hombres han sido atacados por un asaltante desconocido. El agresor es un Dalek gris que es destruido por el Doctor usando uno de los explosivos Nitro-9 de Ace.
Mientras tanto, Mike consigue la cooperación de su amigo, el Sr. Ratcliffe, cuya asociación fascista opera desde un almacén de construcción. Sus agentes recuperan los restos del Dalek, que Ratcliffe presenta a un ordenador de batalla Dalek oculto en su oficina, que asegura que el Doctor le seguirá. El Doctor, preocupado por la presencia del "Dalek equivocado", vuelve con Ace a la Coal Hill School, y con el permiso del director comienza a registrarla. El Doctor revela a Ace que los Daleks le han seguido a través del tiempo hasta ese punto esperando hacerse con la Mano de Omega, un dispositivo que escondió en la Tierra cuando llegó por primera vez (An Unearthly Child). En el sótano de la escuela, el Doctor y Ace descubren un dispositivo transmat que el Doctor desactiva, provocando que un operador Dalek cargue contra los saboteadores. Mientras Ace es incapacitada por el director, el Doctor se queda encerrado en el sótano frente a frente con el Dalek que sube las escaleras con su cántico de exterminación...

### Continuidad
El director de pompas fúnebres se refiere al hecho de que pensaba que el Doctor se suponía que era un "vejestorio de pelo blanco", refiriéndose a su primera encarnación. El vicario ciego opina que la voz del Doctor ha cambiado desde el último mes que hablaron. El Doctor le contesta que su voz "de hecho ha cambiado varias veces".
El Doctor se describe a sí mismo ante Davros como "presidente electo del alto consejo de los señores del tiempo". Aunque el Doctor fue elegido presidente en The Deadly Assassin, asumió el cargo en The Invasion of Time y fue elegido una vez más presidente en The Five Doctors, para el juicio del Sexto Doctor en The Trial of a Time Lord le habían depuesto por su ausencia, y aunque al final del juicio le volvieron a ofrecer la oportunidad de presentarse al cargo, la rechazó.

## Producción
| Episodio          | Fecha de emisión      | Duración | Espectadores en millones | Estado en el archivo  |
| ----------------- | --------------------- | -------- | ------------------------ | --------------------- |
| Episodio 1        | 5 de octubre de 1988  | 24:33    | 5,5                      | Cinta original en PAL |
| Episodio 2        | 12 de octubre de 1988 | 24:31    | 5,8                      | Cinta original en PAL |
| Episodio 3        | 19 de octubre de 1988 | 24:30    | 5,1                      | Cinta original en PAL |
| Episodio 4        | 26 de octubre de 1988 | 24:36    | 5,0                      | Cinta original en PAL |
| [ 1 ] [ 2 ] [ 3 ] |                       |          |                          |                       |

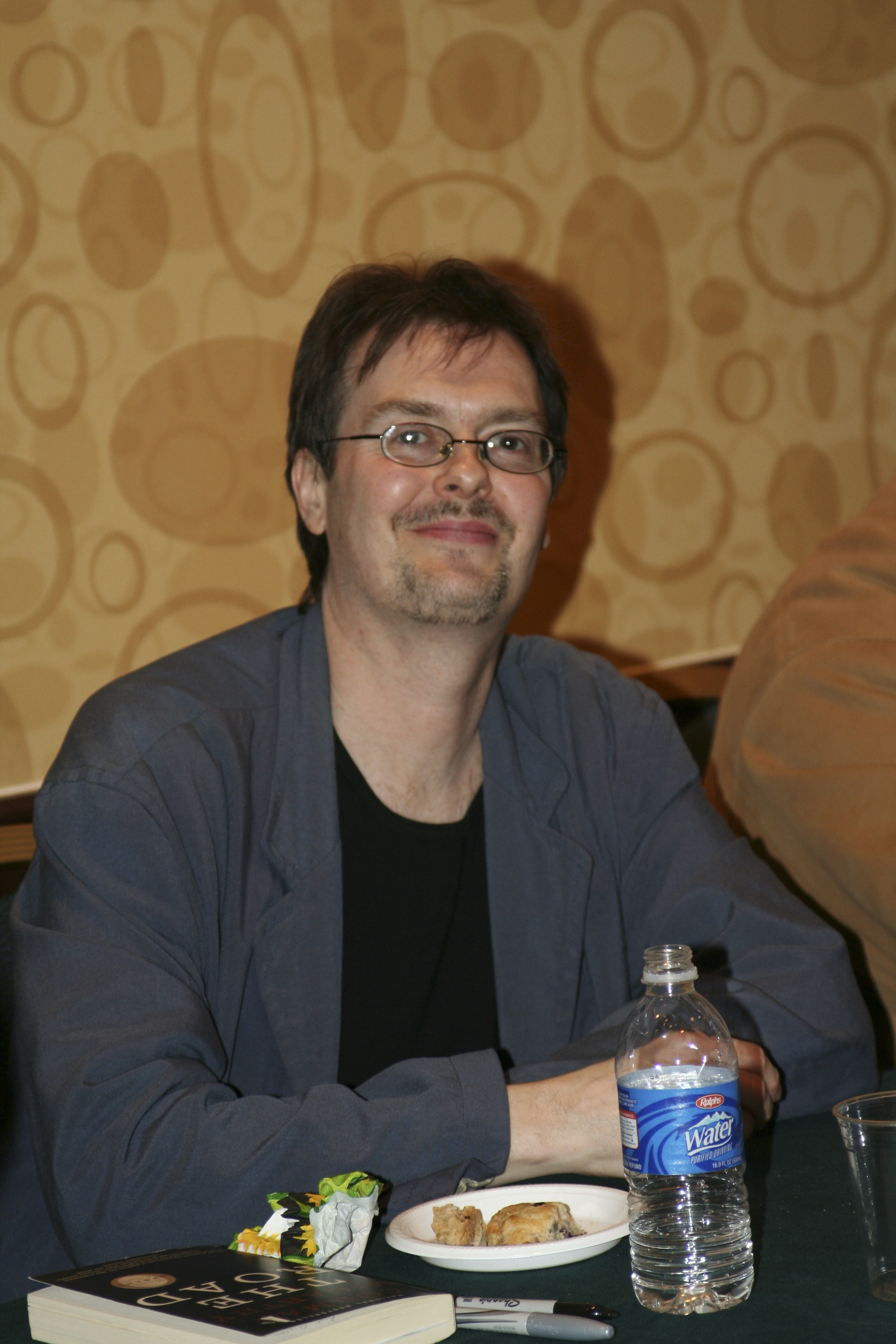
El editor de guiones Andrew Cartmel (en la foto) le asignó el guion a Ben Aaronovitch, y pretendía que la historia mostrara al Doctor como un centro de mando.

Esta fue la primera historia emitida originalmente en estéreo, aunque sólo en la zona de Londres. El productor John Nathan-Turner quería comenzar el 25º aniversario "a lo grande" haciendo una historia con sus adversarios más famosos, los Daleks. Nathan-Turner y el editor de guiones Andrew Cartmel contrataron a Ben Aaronovitch para escribir la historia. Aaronovitch, que no había escrito antes para televisión, estaba en éxtasis. Tenía 25 años en esa época y había enviado un guion no solicitado a Cartmel. Cartmel le sugirió que escribiera algo para televisión, que después se convirtió en Battlefield (1989). Cartmel entonces contrató a Aaronovitch para escribir la historia Dalek, originalmente titulado Nemesis of the Doctor. Según los tratos con Terry Nation, el creador de los Daleks, el guion de una historia sobre los Daleks debía contar con su aprobación si él no era el autor. A pesar de ciertas reticencias iniciales, aprobó la historia. Una de las metas de Cartmel con la historia era que el Doctor fuera el centro de mando, en lugar de que la historia "empujara y tirara" de él como pensaba que había estado pasando últimamente. Así, quería que hubiera un espíritu del Doctor simplemente deseando patear a los Daleks. Dos de las primeras cosas que se le pasaron por la cabeza a Aaronvitch fueron ambientar la historia en 1963 y un Dalek subiendo unas escaleras. Decidió revelar la presencia de los Daleks a la mitad del primer episodio en lugar de en su cliffhanger, y después que este cliffhanger fuera el Dalek levitando por las escaleras para sorprender a los espectadores. La inhabilidad de los Daleks de subir escaleras era un mito urbano y una broma muy común, de la que el propio Doctor se hizo eco en Destiny of the Daleks (1979). Remembrance pretendía matar ese mito, aunque Cartmel notó que la broma perduró. La guerra civil Dalek se pretendía que sirviera de salida para la historia anterior, Revelation of the Daleks (1985). Aaronvitch pensó que destruir Skaro al final parecía una conclusión lógica, aunque señaló que puede que no fuera la mejor decisión a largo plazo.
Remembrance of the Daleks, la primera historia de la temporada del 25º aniversario, contiene muchas referencias intencionadas al pasado de la serie, algo que Aaronvitch encontraba divertido. La historia está ambientada en la misma época y lugar que el primer episodio de la serie, An Unearthly Child, donde en el Coal Hill School trabajaban los primeros acompañantes Ian Chesterton y Barbara Wright, y estudiaba la nieta del Doctor, Susan Foreman. También reaparece el solar de Totter's Lane, como lo había hecho anteriormente en Attack of the Cybermen. En una de las clases, Ace coge un libro de la Revolución Francesa, al igual que había hecho Susan en An Unearthly Child; Sophie Aldres se estudió el episodio original para intentar imitar el carácter de Carole Ann Ford. El Doctor menciona los eventos de The Dalek Invasion of Earth, Genesis of the Daleks, Terror of the Zygons y The Web of Fear, y también comparó un dispositivo con algo que usó en Planet of the Daleks. El Doctor llama al capitán Gilmore por error "Brigadier", una referencia al personaje del Brigadier Lethbridge-Stewart que lideró UNIT, una organización similar a la de Gilmore. Rachel, una consejera científica de Cambridge, es también muy similar a Liz Shaw, y comparte una conversación con Gilmore que recuerda a la del Brigadier y Liz en Spearhead from Space. Rachel además tiene un parecido físico con Barbara. Remembrance of the Daleks también destaca por contener una meta-referencia: un locutor de continuidad en un televisor dice "Esto es BBC Television, son las cinco y cuarto, y la programación continúa con una aventura en la nueva serie de ciencia ficción 'Doc..." pero la escena cambia antes de completar el título. Aaronvitch "no se pudo resistit" a esa referencia, y clarificó que debía tomarse como una broma y no en serio. Originalmente estaba previsto que ese programa se titulara Profesor X.
Varias escenas del serial se cortaron o editaron en producción. La que más destaca es una del Doctor diciendo a Davros que él es "mucho más que un Señor del Tiempo cualquiera". Esta y las pistas de que el Doctor estaba presente en la creación de la Mano de Omega, formaba parte del llamado "Plan maestro de Cartmel" del editor de guiones Andrew Cartmel para devolver algo del misterio de sus orígenes. Sin embargo, como la serie se canceló en 1989, las pretendidas revelaciones no llegaron a producirse. El guion original también hacía que el Doctor explotara un Dalek, pero McCoy pensaba que esto se salía de su personaje y se lo ofreció a Ace.